# Murray Sinclair
Calvin Murray Sinclair (nombre ojibway Mizanay (Mizhana) Gheezhik; Selkirk, Manitoba; 24 de enero de 1951-Winnipeg, Manitoba; 4 de noviembre de 2024) fue un político canadiense que fue miembro del Senado y un abogado de las Primeras Naciones que se desempeñó como presidente de la Comisión de la Verdad y la Reconciliación de las Escuelas Residenciales Indígenas de 2009 a 2015.
Se desempeñó anteriormente como el primer juez indígena de Manitoba entre 1988 y 2009, y fue designado para el Senado de Canadá el 2 de abril de 2016. En noviembre de 2020, anunció su retiro del Senado a partir del 31 de enero de 2021.
Queen's University anunció el nombramiento de Sinclair como el decimoquinto rector, sucediendo a Jim Leech. Asumió el cargo el 1 de julio de 2021. Se negó a buscar una nueva reelección y su mandato expiró el 30 de junio de 2024. En lugar de ello, aceptó un nuevo papel como Canciller Emérito y Asesor Especial del Director de Reconciliación de la Queen's University.

## Biografía
Calvin Murray Sinclair nació el 24 de enero de 1951, y se crio en la antigua reserva india de St. Peter en el área de Selkirk al norte de Winnipeg, Manitoba. Sus padres fueron Henry y Florence Sinclair (de soltera Mason). Sus hermanos fueron Richard, Henry Jr. (Buddy) y Dianne. Una hermana mayor había muerto en la infancia. Su madre, Florence, murió en abril de 1952 tras un derrame cerebral, y fueron criados por sus abuelos Jim y Catherine Sinclair en St. Peter's.
Después de graduarse de la escuela secundaria (Selkirk Collegiate Institute) como mejor alumno de la clase y Atleta del Año en 1968,asistió a la Escuela de Educación Física de la Universidad de Manitoba, pero se fue antes de graduarse para cuidar de su abuela enferma después de que su abuelo murió en 1970. Luego trabajó en el Centro de Amistad Selkirk como administrador y trabajador juvenil y fue elegido vicepresidente de la Federación Métis de Manitoba para la Región de Interlake en 1971. En 1972, comenzó a trabajar para Howard Pawley Q.C., quien en ese momento era miembro de la Asamblea Legislativa por Selkirk y Fiscal General de Manitoba, como su asistente ejecutivo.
En 1976, Sinclair continuó su carrera académica en la Universidad de Winnipeg, estudiando sociología e historia.  Luego asistió a la Facultad de Derecho de la Universidad de Manitoba y se graduó en 1979, habiendo ganado el Premio AJ Christie otorgado al mejor estudiante en litigios en su segundo año de estudios legales.

## Vida personal y muerte
Sinclair era un miembro Midewiwin de Cuarto Grado de la Sociedad de los Tres Fuegos, una sociedad de medicina tradicional Ojibway de gran importancia para el pueblo Ojibway.
Tuvo dos hijos de su primer matrimonio con Jeanette Warren. Más tarde se casó con Katherine Morrisseau-Sinclair y tuvieron una hija. Además, la familia Sinclair adoptó a dos hijas más en la familia.
Sinclair murió en el Hospital St. Boniface de Winnipeg, el 4 de noviembre de 2024, a los 73 años de edad.

## Premios
- En 2016, Murray Sinclair fue distinguido con el «Premio Patrono de la Paz» del Mosaic Institute, una ONG con sede en Toronto que trabaja para promover el pluralismo y reducir los conflictos de Canadá en el extranjero.[15]
- Recibió el Premio AJ Christie en Litigios Civiles en su segundo año de derecho y realizó prácticas en un bufete de abogados de su ciudad natal.
- Recibió el Premio Nacional al Logro Aborigen, actualmente Premios Indspire, en el campo de la Justicia en 1994, y por su trayectoria en 2017.
- Recibió 20 títulos honoríficos por su labor en el campo de la justicia aborigen.
- Otros premios y honores incluyen el Premio Mahatma Gandhi por la Paz de la Fundación Gandhi, el Premio Mundial de la Paz de Canadá (2016) del Movimiento Federalista Mundial-Canadá, el Premio Mandela, el Premio Tarnopolski de Derechos Humanos de la Federación Internacional de Juristas (2017) y la Cruz de Servicio Meritorio por su servicio en la Comisión de la Verdad y la Reconciliación de Canadá y la Orden de Canadá en 2022.[11]
- En 2019, Murray Sinclair fue galardonado con la Medalla Symons. Esta medalla se otorga a personas que hacen contribuciones excepcionales a la vida canadiense y se entrega anualmente en el Centro de las Artes de la Confederación, ubicado en la Isla del Príncipe Eduardo, Canadá. Recibió la Medalla el 1 de noviembre de 2019. Recibió esta medalla debido a su servicio en el sistema de justicia de Manitoba durante más de 25 años, siendo el segundo juez indígena en ser designado en Canadá y el primer juez indígena en Manitoba, y finalmente sirviendo como Comisionado Jefe de la Comisión de la Verdad y la Reconciliación (CVR) en Canadá.[16][17]
- En 2024, meses antes de su muerte, Sinclair fue nombrado miembro de la Orden de Manitoba.[18]